# Föreningen Bergslagsarkiv
Föreningen Bergslagsarkiv är en intresseorganisation som bildades våren 1988 på initiativ av dåvarande arkivchefen vid Värmlandsarkiv, Bode Janzon. 
Föreningen bildades av institutioner som förvarade källmaterial från Bergslagen och delade föreningens syften. Efterhand har fler arkiv, bibliotek, museer, föreningar, kommuner, företag och enskilda personer anslutit sig. 
Enligt stadgarna skall Föreningen Bergslagsarkiv:
- sprida kännedom om arkiv som belyser Bergslagens historia
- väcka intresse för Bergslagens historia som den förmedlas genom dess arkiv
- främja den historiskt inriktade arkivforskningen rörande Bergslagen
- i övrigt verka för goda arkivförhållanden i Bergslagen

Med Bergslagen avses här delar av Dalarnas, Gävleborgs, Södermanlands, Uppsala, Värmlands, Västmanlands och Örebro län.
Föreningens utger sedan 1989 årsboken Bergslagshistoria  som till och med år 2003 hade namnet Bergslagsarkiv. Årsboken behandlar bergsbruket men också många andra betingelser som varit viktiga för bergslagskulturen. Varje år genomför föreningen även ett seminarium. 